# Театр Арриага
Театр Арриага (исп. Teatro Arriaga, баск. Arriaga antzokia) — оперный театр в Бильбао, Испания. Здание в необарочном стиле построено в 1890 году архитектором Хоакином Рукоба, который также построил городскую ратушу. Театр назван в честь Хуана Крисостомо де Арриаги, известного в свое время как «испанский Моцарт».
26 августа 1983 года из-за проливных дождей Бильбао затопило; вода поднялась до уровня второго этажа театра и причинила зданию существенный ущерб. 
После наводнения была проведена реставрация театра: были реконструированы вестибюль и повреждённые подвальные помещения, ранее используемые для коммерческих целей, также была возведена новая императорская лестница. Работы проводились по проекту архитектора Франсиско Уртадо де Сарачо.
3 октября 1986 года для управления театром было создано акционерного общество с муниципальным капиталом; 5 декабря театр вновь открылся для публики.